# Dendrophyllia futojiku
Espèce
Statut CITES
Dendrophyllia futojiku est une espèce de coraux de la famille des Dendrophylliidae.

## Répartition
L'holotype de Dendrophyllia futojiku, cinq fragments de colonie cassés à leur base, a été découvert à 2 m de profondeur sur l'île Hachijō.

## Étymologie
Son nom spécifique, du japonais futojiku, « épaisse ou grosse columelle », fait référence à sa morphologie. 

## Publication originale
- Ogawa & Takahashi, 2000 : Notes on Japanese ahermatypic corals -II. New species of Dendrophyllia. Publications of the Seto Marine Biological Laboratory,vol. 39, n. 1, pp. 9-16 (texte intégral) (en) [PDF].